# Franz Beisteiner
Franz Beisteiner (* 3. Dezember 1924 in Graz; † 27. Juni 2020) war ein österreichischer Maschinenbauingenieur.

## Werdegang
Beisteiner studierte und promovierte an der Technischen Hochschule in Graz. Nach mehrjähriger Tätigkeit in der Industrie kam er 1963 an die Technische Hochschule Stuttgart. In den Jahren 1972 und 1973 war er Dekan der Fakultät Konstruktions- und Fertigungstechnik.
Schwerpunkt seiner wissenschaftlichen Arbeit waren Untersuchungen zur Betriebsbeanspruchung von Flurförderzeugen, Lebensdaueruntersuchungen an Getrieben, Modellrechnungen zur Spurführung schienengebundener Krane sowie die Planung und Simulation innerbetrieblicher Transportsysteme. 1977 übernahm er zudem die wissenschaftliche Betreuung des Fachgebiets Seilbahntechnik. Am 1. Oktober 1992 wurde er emeritiert.

## Ehrungen
- 1981: Verdienstkreuz 1. Klasse der Bundesrepublik Deutschland
- 1987: Ehrenprofessor der Universität Wuhan